# Funaria rhomboidea
Funaria rhomboidea là một loài Rêu trong họ Funariaceae. Loài này được J. Shaw mô tả khoa học đầu tiên năm 1878.